# Блажу (Арђеш)
Блажу (рум. Blaju) насеље је у Румунији у округу Арђеш у општини Тигвени. Oпштина се налази на надморској висини од 554 m.

## Становништво
Према подацима из 2002. године у насељу је живело 91 становника, од којих су сви румунске националности.